# Paísio Atonita
São Paísio Atonita (mais conhecido como Paísios do Monte Atos; em grego:  Ὅσιος Παΐσιος ὁ Ἁγιορείτης; nascido Arsênios Eznepídis, em grego:  Αρσένιος Εζνεπίδης; Farasa, Turquia, 25 de julho de 1924 – Souroti, Grécia, 12 de julho de 1994) foi um monge ortodoxo grego nascido na Capadócia, notável pelo seu asceticismo e dons espirituais reconhecidos ainda em vida. Foi batizado por Santo Arsênios da Capadócia e pai espiritual do arquimandrita antioquino Isaac (Attalah), sendo amplamente venerado pela Igreja Ortodoxa.

## Biografia
Sob o nome de Arsênios Eznepídis, nasceu em Farasa, na Capadócia (atual vilarejo de Çamlıca no caminho entre Caiseri e Adara), em 25 de julho de 1924, em meio à troca de populações entre a Grécia e a Turquia. Foi batizado por Santo Arsênios da Capadócia, que profetizou seu futuro monástico. A família Ezpenidis se assentaria em Konitsa, no norte do Epiro e perto da fronteira com a Albânia, onde o jovem Arsênios cresceu em meio ao ofício da carpintaria. Em 1950, após servir como rádio-operador na Guerra Civil da Grécia, retirou-se ao Monte Atos, onde foi noviço no Mosteiro de Koutloumousiou e depois em Esphigmenou. Em 27 de março de 1954, foi tonsurado monge rassóforo com o nome Abércio (Averkios), em 12 de março de 1957 sendo tonsurado estavróforo sob o nome de Paísio, em homenagem ao Metropolita Paísio II de Cesareia, que também nascera em Farasa.
No ano seguinte, o jovem monge foi mandado de volta para seu vilarejo para prevenir o proselitismo protestante dentre o povo local. Entre 1962 e 1993, morou no Mosteiro de Santa Catarina e nos mosteiros atonitas de Iviron, Stavronikita (onde recebeu o Grande Schema em 1966) e Koutloumousiou. Em 1993, foi diagnosticado com câncer e levado ao Mosteiro de São João Teólogo, em Souroti, Salonica, com o qual tinha uma amizade de décadas. No dia 11 de julho de 1994, recebeu a Eucaristia pela última vez, falecendo no dia seguinte.
Ainda em vida, seu discernimento espiritual e seus dons foram reconhecidos, de modo que pessoas se aglomeravam para pedir orações, orientação espiritual e conversar com ele, ainda que por alguns poucos momentos. Sua mais famosa biografia foi escrita por um de seus filhos espirituais, o Hieromonge Isaac (Attalah).

## Glorificação
São Paísio foi glorificado pelo Santo Sínodo do Patriarcado Ecumênico de Constantinopla em 13 de janeiro de 2015, com sua comemoração litúrgica escolhida no calendário em 12 de julho, data de seu falecimento. Em 5 de maio do mesmo ano, o Santo Sínodo da Igreja Ortodoxa Russa também incluiu seu nome ao menológio oficial, escolhendo a data de 29 de junho, que no calendário juliano cai no aniversário de sua morte, 12 de julho.